# ساتورو کاواگوچی
ساتورو کاواگوچی (انگلیسی: Satoru Kawaguchi؛ زادهٔ ۹ ژانویهٔ ۱۹۸۲) بازیگر اهل ژاپن است. وی از سال ۲۰۰۴ میلادی تاکنون مشغول فعالیت بوده‌است.
از فیلم‌ها یا برنامه‌های تلویزیونی که وی در آن نقش داشته‌است می‌توان به رنگون اشاره کرد.